# Serin George
Serin George (* Višákhapatnam) je indická digitální umělkyně, módní fotografka a modelka.

## Vzdělání
George dokončila školní docházku ve Vizagu v Kérale a bakalářský titul získala na Amal Jyothi College of Engineering v Kottajamu. Je držitelkou titulu v oboru informatika.

## Kariéra
George pracovala jako modelka a v roce 2007 získala titul Navy Queen, která se konala u Southern Naval Command v Kóčinu.
Je také nadšenkyní fitness cvičení.